# Joan II de Xipre
Joan II de Xipre (Nicòsia, 16 de maig del 1418 - Nicòsia, 28 de juliol del 1458) va ser rei de Xipre, i va mantenir els títols nominals dels desapareguts regnes d'Armènia i de Jerusalem, va ser també príncep titular d'Antioquia.

## Biografia
Fill del rei Janus de Xipre i de la seva segona esposa Carlota de Borbó-La Marca. El 3 de juliol del 1440 es va casar amb Amadea Paleòleg de Montferrat (1418 - 1440), filla del marquès Joan Jaume de Montferrat, sense descendència. La seva segona esposa, una parent llunyana de la primera, amb qui es va casar a Nicòsia el 3 de febrer del 1442 va ser Helena Paleòleg (1428 - 11 d'abril de 1458), filla de Teodor II Paleòleg, dèspota de Morea i de la seva esposa Cleòfa Malatesta. Teodor era un fill de l'emperador romà d'Orient Manuel II Paleòleg i d'Helena Dragaš i germà dels dos últims emperadors, Joan VIII i Constantí XI. Del seu segon matrimoni va tenir dues filles:
- Carlota[2]
- Cleòfa, que va morir jove.

A la mort de Joan II, el seu únic fill supervivent legítim, Carlota, el va succeir en el tron. Durant el seu govern, Còricos, únic reducte xipriota a Anatòlia es va perdre contra els karamànides el 1448.
Joan tenia un fill il·legítim amb Marieta de Patres, Jaume, a qui va fer nomenar arquebisbe de Nicòsia sent encara molt jove (16 anys). Jaume va demostrar no ser l'arquebisbe ideal, i va ser desposseït del seu títol després d'assassinar el reial camarlenc. El seu pare finalment el va perdonar i va restaurar l'arquebisbat. Jaume i Helena eren enemics, que competien per la influència sobre Joan. Després que Helena va morir el 1458, semblava que Joan designaria com el seu successor a Jaume, però Joan va morir abans de poder fer-ho.
Ell era l'últim descendent home legítim directe de Ramon d'Antioquia o Poitiers, un fill de Guillem IX d'Aquitània.